# Chiat/Day Building
Il Chiat/Day Building, chiamato anche Binoculars Building, è un edificio che ospita uffici situato a Venice, nella città di Los Angeles.

## Storia
L'edificio, caratterizzato per la sua particolare facciata a forma di binocolo, fu progettato dall'architetto Frank Gehry e costruito tra il 1985 e il 1991. L'edificio, costruito inizialmente per ospitare la sede principale dell'agenzia pubblicitaria Chiat/Day, dal 2011 ospita degli edifici di Google.